# Malaltia de Gaucher
La malaltia de Gaucher (GD) és una malaltia congènita autosòmica recessiva, provocada per un dèficit de l'enzim beta-glucosidasa (participant en la degradació lisosòmica dels glucolípids), la qual cosa comporta un acúmul de glucocerebròsid (un tipus d'esfingolípid) en les cèl·lules del sistema fagocític mononuclear. És considerada com una "malaltia rara". S'inclou dins del grup de les lipidosis que són produïdes per acumulació de lípids i pertanyen al més ampli grup de les malalties per dipòsit lisosomal. Els símptomes principals consisteixen en alteracions hemàtiques, hepatomegàlia i esplenomegàlia.
Les cèl·lules que acumulen el glucocerebròsid són denominades cèl·lules de Gaucher, i adquireixen un aspecte característic: es mostren grans, amb aspecte mesenquimàtic, nucli no desplaçat i citoplasma amb aspecte de "cel·lofana arrugada". Les podem veure sobretot en medul·la òssia, fetge, melsa i ganglis limfàtics.
Les manifestacions de la malaltia de Gaucher inclouen anèmia, trombocitopènia, hepatoesplenomegalia i lesions òssies. Més del 90 % dels pacients sofreixen trastorns ossis. El malestar, el dolor característic i la incapacitat produïts per aquests trastorns ossis afecten greument a la qualitat de vida dels que la pateixen.
Es pot manifestar a qualsevol moment de la vida: nens, joves, adults o ancians. És important realitzar el diagnòstic precoç i instaurar tractament al més aviat possible, per aconseguir la millorança dels símptomes i les deficiències que presenta el pacient.
Les tècniques principals per al seu diagnòstic són l'assaig fluorimètric de l'activitat de l'enzim responsable, la recerca de macròfags que tenen el citoplasma amb aspecte de "cel·lofana arrugada" i el nucli excèntric en la medul·la òssia conegudes com a "cèl·lules Gaucher". També es realitzen estudis genètics, però aquests són menys comuns doncs s'han identificat 200 mutacions diferents del gen que codifica la glucocerebrosidasa. Aquest es basa en l'estudi de 4 mutacions comunes i altres 7 menys freqüents.

## Història
La malaltia de Gaucher rep el seu nom en honor del metge francès Philippe Charles Ernest Gaucher, que va realitzar per primera vegada la descripció del trastorn l'any 1882, després d'observar a un pacient que presentava augment de la grandària del fetge i melsa (hepatoesplenomegalia).
La Malaltia del Gaucher sorgeix l'any de 1882 on el francès Philipe Gaucher va descriure el cas d'una dona jove que presentava engrandiment de la melsa i cèl·lules congestionades característiques de la malaltia, però sense trobar l'origen bioquímic del trastorn.
El 1924 es començava a estudiar el cas més a fons, on el metge alemany H. Lieb va començar a indagar en la recerca de la raó d'aquest cas, aïllant un particular compost gras de la melsa.
El 1932, les investigacions d'Aghion van identificar el compost gras aïllat dels pacients amb aquesta malaltia, com glucocerebròsid, que és un component de les membranes cel·lulars dels glòbuls vermells i blancs.
El 1948 Groen JF va ser qui va descobrir que la malaltia tenia transmissió genètica, localitzant en el cromosoma 1 l'anomalia que feia que aquesta malaltia sigui hereditària. A més, de comprovar que en qualsevol raça es pot heretar la malaltia, sempre que es trobi l'anomalia en el cromosoma 1.
El 1965 Brady Roscoe va descobrir la causa de l'EG, el dèficit de l'enzim lisosòmica betaglucosidasa àcida, l'enzim és la que ajuda a degradar els glucolípids del cos, però en tenir escassetat d'aquesta, els glucolípids comencen a acumular-se de manera saturada en el cos, inclusivament a l'àrea del cervell, derivant complicacions i deterioració del pacient. Aquestes investigacions van fonamentar les bases de la investigació de la teràpia de reemplaçament d'enzims.
Avui dia en l'actualitat, a partir de 2009 es documenten casos on s'aplica la teràpia de reemplaçament d'enzims, donant resultats positius en pacients amb gestació d'a partir de 15 setmanes, aconseguint un part reduït en complicacions, així com una menor deterioració del pacient durant el seu desenvolupament 9 mesos post part.
El 1991 es va crear el registre Internacional de Gaucher i en 1992 es van incorporar els primers pacients a Llatinoamèrica.
L'any 2008 es va crear el grup Llatinoamericà per a la malaltia de Gaucher (GLAEG) els principals objectius de la qual són fomentar la realització de consells regionals, difondre l'ingrés de pacients al registre internacional i augmentar el coneixement sobre la malaltia per aconseguir millorar l'atenció i la qualitat de vida dels pacients.
Fins a abril de 2010 van ingressar 5.828 pacients de tot el món, 911 (15,6%) són de Llatinoamèrica. Est és el primer informe global de la malaltia a la regió: hi ha un predomini del sexe femení, la forma clínica més freqüent és el tipus I (95%); al diagnòstic la majoria són <20 anys (68%). Les manifestacions clíniques més freqüents al diagnòstic són esplenomegàlia (96%) i anèmia (49%), el 80% va presentar troballes radiològiques de compromís ossi. A la nostra regió, la gran majoria dels pacients (89%) ha rebut alguna vegada teràpia de reemplaçament enzimàtica amb imiglucorasa, aconseguint, amb un seguiment perllongat (fins a 10 anys), les metes terapèutiques que mostren la gran eficàcia de la teràpia. Si ben el percentatge de pacients amb teràpia és alt, les suspensions de tractament són freqüents. Les principals deficiències són: la manca d'avaluacions viscerals volumètriques, de densitometria i d'estudis moleculars en alguns pacients. El principal problema és el subdiagnòstic.

## Característiques
La identificació dels tres principals tipus clínics (1, 2 i 3) i altres dos subtipus (perinatal letal i cardiovascular) és útil per determinar el pronòstic i la gestió de la malaltia. GD tipus 1 es caracteritza per la presència de signes clínics o radiològics de malaltia dels ossos (osteopenia, les lesions focals lítiques o escleròtiques, i osteonecrosis), hepatoesplenomegalia, anèmia i trombocitopenia, malaltia pulmonar, i l'absència de malaltia primària del sistema nerviós central. GD tipus 2 i 3 es caracteritzen per ser una malaltia neurològica primària, en el passat es distingien per l'edat d'inici i la taxa de progressió de la malaltia, però aquestes comparacions no són absolutes i van ser rebutjades.
És una malaltia amb inici abans dels dos anys de l'individu, caracteritzat per un desenvolupament psicomotor limitat, i per la mort a l'edat de dues a quatre anys per a la malaltia tipus 2. Les persones amb la malaltia de Gaucher tipus 3 poden presentar l'inici dels símptomes abans dels dos anys, però sovint tenen un curs més lent i progressiu i poden viure fins a la tercera o quarta dècada. La forma perinatal letal s'associa amb alteracions o ictiosiforme col·lodió de la pell o amb hidropesia fetal no immune. La forma cardiovascular es caracteritza per la calcificació de les vàlvules aòrtica i mitral, esplenomegàlia lleu, opacitats de la còrnia, i oftalmoplegia supranuclear. També s'han descrit complicacions cardiopulmonars en tots els subtipus clínics, encara que varien en freqüència i gravetat, això es pot deure a l'edat o temps des que va començar a desenvolupar-se aquesta malaltia

## Herència

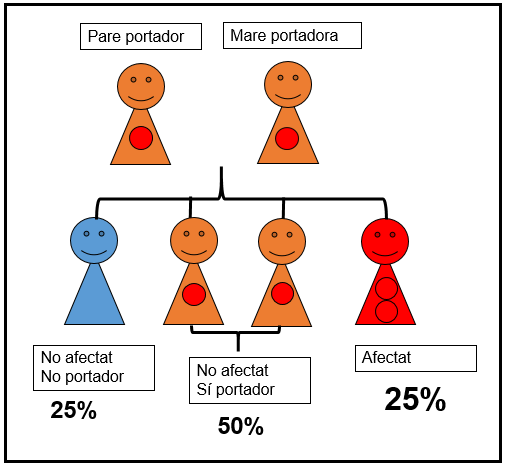
La malaltia de Guacher és un exemple d'herència autosòmica recessiva.

La malaltia de Gaucher s'hereta de forma autosòmica recessiva. És causada per gens mutants i defectuosos que són transmesos pels 2 progenitors de l'individu afectat. Els seus signes i els seus símptomes poden manifestar-se a qualsevol edat, encara que el Tipus II i III són més comunament diagnosticats en la infantesa. Afecta a persones de qualsevol grup ètnic o raça, no obstant això la malaltia de Gaucher Tipus I és més comú entre els jueus d'ascendència Ashkenazi (Europa Oriental). Dins d'aquest grup la seva freqüència és molt superior a la general.

## Tipus
Existeixen tres tipus de presentació de la malaltia: Tipus I, Tipus II i Tipus III.
- Tipus I. No neuropàtica. És la forma més comuna i afecta a 1 de cada 40.000 a 60.000 nens nascuts vius. La malaltia Tipus I, no afecta el cervell o al sistema nerviós central, inclusivament s'ha vist que alguns pacients amb la malaltia de Gaucher Tipus I manquen de símptomes representatius, mentre que uns altres desenvolupen símptomes severs que poden ser fatals.

- Tipus II. Neuropàtica aguda. La malaltia de Gaucher Tipus II és més rara i poc freqüent per això es presenta en menys d'1 cada 100.000 nens nascuts vius. No obstant això, les persones amb EG Tipus II sofreixen efectes més severs que les que presenten EG Tipus I, a causa que poden sofrir grans problemes neurològics en conjunt amb l'anèmia, trombocitopenia i forts dolors per les crisis òssies característiques de la malaltia, ocasionant que molts d'ells no visquin passats els dos anys.

- Tipus III. Neuropàtica crònica. El Tipus III és també poc comú i afecta a menys d'1 cada 100.000 nens nascuts vius. Aquesta forma de la malaltia també pot causar signes i símptomes neurològics, però aquests són menys severs que els de l'EG Tipus II. Els signes i símptomes apareixen durant la infància o infantesa, i els pacients amb la malaltia de Gaucher Tipus III poden viure passada l'edat adulta.

## Signes i símptomes
- Hepatomegàlia i esplenomegàlia indolores; la grandària de la melsa pot arribar als 3.000 ml (sent la grandària normal de 50-200 ml), a causa de la ràpida i prematura destrucció d'eritròcits, que pot causar anèmia.
- La cirrosi és un símptoma infreqüent.
- Símptomes neurològics (que ocorren només en algunes variants de la malaltia)
  - Tipus II: convulsions, hipertonia, retard mental, apnea.
  - Tipus III: sacsejades musculars (mioclonal), demència, apràxia ocular.
- Trombocitopenia; disminució de la quantitat de plaquetes circulants en el torrent sanguini per sota dels nivells normals.
- Osteoporosi: en el 75 % de casos es desenvolupen defectes ossis visibles deguts a l'acumulació de glucosilceramida. Sol descriure's una deformació en el fèmur distal en forma de matràs Erlenmeyer (necrosi asèptica en l'articulació femoral).
- Els anteriors símptomes generen manifestacions tals com: fatiga generalitzada, falta d'energia i ànim, abdomen distès a causa de l'engrandiment dels òrgans, dolor abdominal, retard del creixement i desenvolupament ossi. En la pell es pot observar una pigmentació cafè-groga i algunes taques rodones i llises.

## Diagnòstic

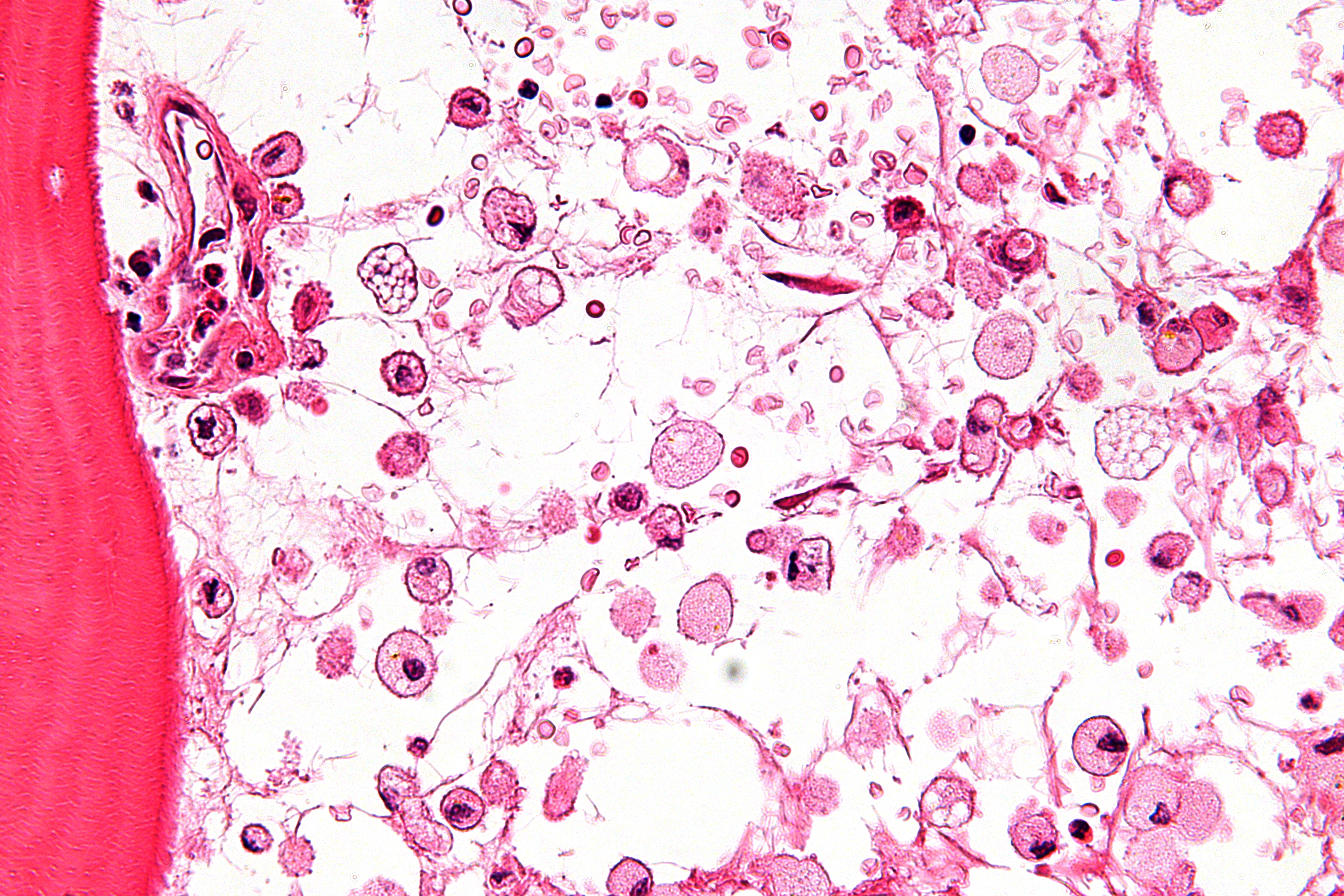
Imatge presa amb microscopi òptic d'una mostra de teixit ossi afectada per la malaltia de Gaucher. S'observa l'acúmul de lípids complexos en el citoplasma de macròfags de la medul·la òssia (cèl·lules de Gaucher).

El diagnòstic de la GD es basa en la demostració de la deficiència d'activitat de l'enzim glucosilceramidasa en leucòcits de la sang perifèrica o d'altres cèl·lules nucleades. Les proves de portador es realitzen mitjançant un assaig d'activitat de l'enzim, encara que no és fiable a causa de la superposició de l'activitat enzimàtica entre al·lels portadors i no portadors de la mutació en el gen GBA. La identificació dels dos al·lels que causen malalties en el gen GBA, el qual és l'únic gen en el qual les mutacions són conegudes per causar GD, proporciona una confirmació addicional del diagnòstic, però no deu mai substituir a les proves bioquímiques d'activitat enzimàtica.

## Tractament
Per a persones que no rebin la teràpia de reemplaçament enzimàtic (ERT) o la teràpia de reducció de substrat (SRT), el tractament simptomàtic inclou l'esplenectomia parcial o total d'esplenomegàlia massiva i trombocitopenia. Tots els individus afectats poden i han d'incloure al seu tractament: la transfusió de sang per a anèmia severa i hemorràgies, la presa d'analgèsics per al mal d'ossos, cirurgia de reemplaçament articular per a l'alleujament del dolor crònic, en casos molt greus, i la presa de bifosfonats orals i calci per la osteopenia.
Prevenció de les principals manifestacions: la teràpia de reemplaçament enzimàtic és generalment ben tolerada i proporciona l'enzim exogen suficient per superar el bloqueig en la via catabòlica. Persones amb greus casos de GD, principalment aquells amb afectació neurològica crònica (tipus 3), poden beneficiar-se de la medul·la òssia d'un donant (BMT). Miglustat pot estar indicada en persones amb símptomes de tipus I que no són capaços de rebre ERT.

## Consell genètic
La malaltia de Gaucher (EG) s'hereta de forma autosòmica recessiva. Si tots dos progenitors presenten la mutació, els descendents té una probabilitat del 25 % d'estar afectats, un 50 % de probabilitat de ser portadors asimptomàtics, i un 25 % de probabilitat de no estar afectats ni ser portadors. Es poden realitzar anàlisis específiques per la investigar si existeix la mutació i detectar als portadors o malalts en poblacions d'alt risc. Les proves prenatals para embarassades amb risc són possibles mitjançant un assaig de l'activitat enzimàtica glucosylceramidase i les proves genètiques moleculars quan ambdues mutacions que causen malalties en una família són coneguts.

## Altres lipidosis
- Malaltia de Niemann-Pick.
- Malaltia de Fabry
- Malaltia de Tay-Sachs
- Leucodistròfia metacromàtica.